# Georg von Dyherrn

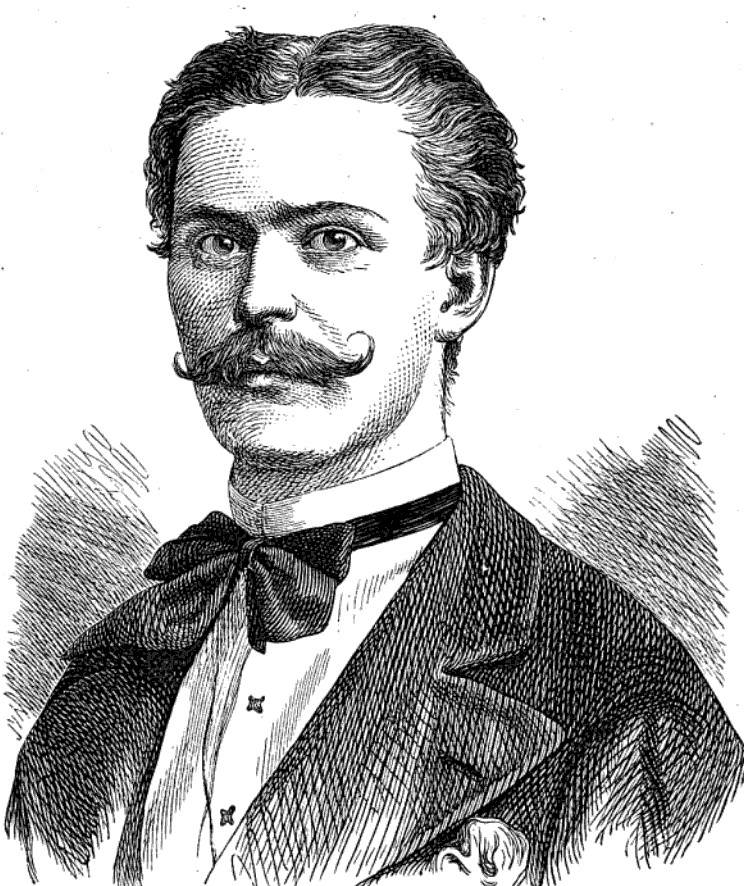
Georg von Dyherrn

Georg Freiherr von Dyherrn (auch Georg von Dyhrn; * 1. Januar 1848 in Glogau, Landkreis Glogau, Provinz Schlesien; † 27. Dezember 1878 in Rothenburg an der Oder) war ein deutscher Dichter und Novellist.

## Familie und Studium
Dyherrn entstammte dem schlesischen Adelsgeschlecht der Freiherren und Grafen von Dyhrn. Seine Eltern waren Heinrich Wilhelm Freiherr von Dyherrn und Freifrau Henrietta, geb. Huffnagel. Er war nicht verheiratet und hatte keine Nachkommen.
Dyherrn studierte in Breslau Theologie, ging dann zur Rechtswissenschaft über, entsagte aber wegen Krankheit der juristischen Karriere und widmete sich der schriftstellerischen Laufbahn. Er starb am 27. Dezember 1878 zu Rothenburg. 1875 war er zur katholischen Kirche übergetreten.

## Werke (Auswahl)
- In stiller Stund, Gedichte (Berlin 1870)
- Dem Kaisersohn ein Lorbeerblatt, Zeitgedichte (Breslau 1871)
- Miniaturen. Lieder zum Komponieren (Breslau 1873)
- Tang und Algen. Aus der Flut des Lebens gesammelt (Leipzig 1876)

Aus seinem Nachlass erschienen u. a.
- Auf hoher Flut (Breslau 1880)
- Aus der Gesellschaft (Breslau 1880)
- Bilder und Skizzen aus Oberammergau ... (Breslau 1881)
- Höhen und Tiefen (Freiburg 1881, 2 Bde.)
- Aus klarem Born (Freiburg 1882)

Seine Gesammelten Werke umfassen 6 Bände (Freiburg 1879–82).

## Vertonungen von Dyherrns Werken
Erik Meyer-Helmund vertonte 1886 eines der bekanntesten Gedichte von Dyherrns, Das Zauberlied, als Lied für Sopran/Tenor mit Klavierbegleitung. Aus der ersten Hälfte des 20. Jahrhunderts liegen verschiedene Einspielungen dieses Werkes vor, darunter mit Lotte Lehmann, Joseph Schmidt, Elisabeth Schumann, Franz Völker und Richard Tauber. Luise Adolpha Le Beau komponierte auf Gedichte von Dyherrn 5 Lieder für eine Bariton oder Mezzo-Sopran-Stimme op. 11, erschienen 1880 bei Paul Voigt. Mit „Kornblumen und Haidelkraut“ bzw. „Der Spielmann“ hatte sie große Erfolge.
Dieser Artikel basiert auf einem gemeinfreien Text aus Meyers Konversations-Lexikon, 4. Auflage von 1888 bis 1890.
| Personendaten    | Personendaten                                                            |
| ---------------- | ------------------------------------------------------------------------ |
| NAME             | Dyherrn, Georg von                                                       |
| ALTERNATIVNAMEN  | Dyherrn, Georg Freiherr von                                              |
| KURZBESCHREIBUNG | deutscher Dichter                                                        |
| GEBURTSDATUM     | 1. Januar 1848                                                           |
| GEBURTSORT       | Glogau, Glogau, Landkreis Glogau, Provinz Schlesien                      |
| STERBEDATUM      | 27. Dezember 1878                                                        |
| STERBEORT        | Rothenburg an der Oder, Landkreis Grünberg i. Schles., Provinz Schlesien |